# Rivière Maganasipi Ouest
Rivière Maganasipi Ouest är ett vattendrag i Kanada.   Det ligger i provinsen Québec, i den sydöstra delen av landet, 230 km nordväst om huvudstaden Ottawa.
I omgivningarna runt Rivière Maganasipi Ouest växer i huvudsak blandskog. Trakten runt Rivière Maganasipi Ouest är nära nog obefolkad, med mindre än två invånare per kvadratkilometer.